# Buahdua (plaats)
Buahdua is een bestuurslaag in het regentschap Sumedang van de provincie West-Java, Indonesië. Buahdua telt 3374 inwoners (volkstelling 2010).